# Koluschan
Koluschan je porodica sjevernoameričkih indijanskih jezika koja čini jednu od 4 glavnih grana Velike porodice Na-Déné. Porodica Koluschan dobila je ime po Tlingit Indijancima koje su Rusi nazivali Kolusch, Kolosh i slično. Porodica obuhvaća jezik tlingit [tli] i dijalekte pojedinih plemena kojih je bilo najmanje 14, među njima najvjerojatnije i neke strane tlingitizirane skupine. Tlingit jezici rašireni su u priobalju i na otočjima uz južnu obalu Aljaske. Plemena: Auk, Chilkat, Henya, Huna, Hutsnuwu, Kake, Kuiu, Sanya, Sitka, Stikine, Sumdum, Taku, Tongass, Yakutat (Alaska).

## Vanjske poveznice
- Ethnologue (14th)
- Ethnologue (15th)

- Definition: koluschan
- Koluschan Family